# Mossburn
Mossburn ist ein Dorf im Southland District der Region Southland auf der Südinsel von Neuseeland.

## Geographie
Das Dorf befindet sich rund 50 km südöstlich von Te Anau und rund 73 km nordwestlich von Gore in der weiten Ebene des Ōreti River. Nächstgrößerer Ort ist Lumsden, rund 17 km südöstlich.

## Bevölkerung
Zum Zensus des Jahres 2013 zählte das Dorf 210 Einwohner, 11,4 % weniger als zur Volkszählung im Jahr 2006.

## Wirtschaft
Die Wirtschaft des Ortes ist von der Landwirtschaft, vor allem Rinderzucht, Hirschzucht und Schafhaltung geprägt. Wegen der Vielzahl der Hirschfarmen sieht sich Mossburn als „Hirsch-Hauptstadt“ Neuseelands. Die Milchwirtschaft hat in den letzten Jahren durch Umwandlung von Schafhaltungen und gemischten Landwirtschaftsbetrieben an Bedeutung gewonnen.

## Infrastruktur

### Straßenverkehr
Durch Mossburn führt der New Zealand State Highway 94, der den Ort mit Te Anau und Gore verbindet. Der New Zealand State Highway 97 beginnt in Mossburn und stellt eine Querverbindung zum New Zealand State Highway 6 nach Five Rivers her. Er ist Teil der Southern Scenic Route.

### Schienenverkehr

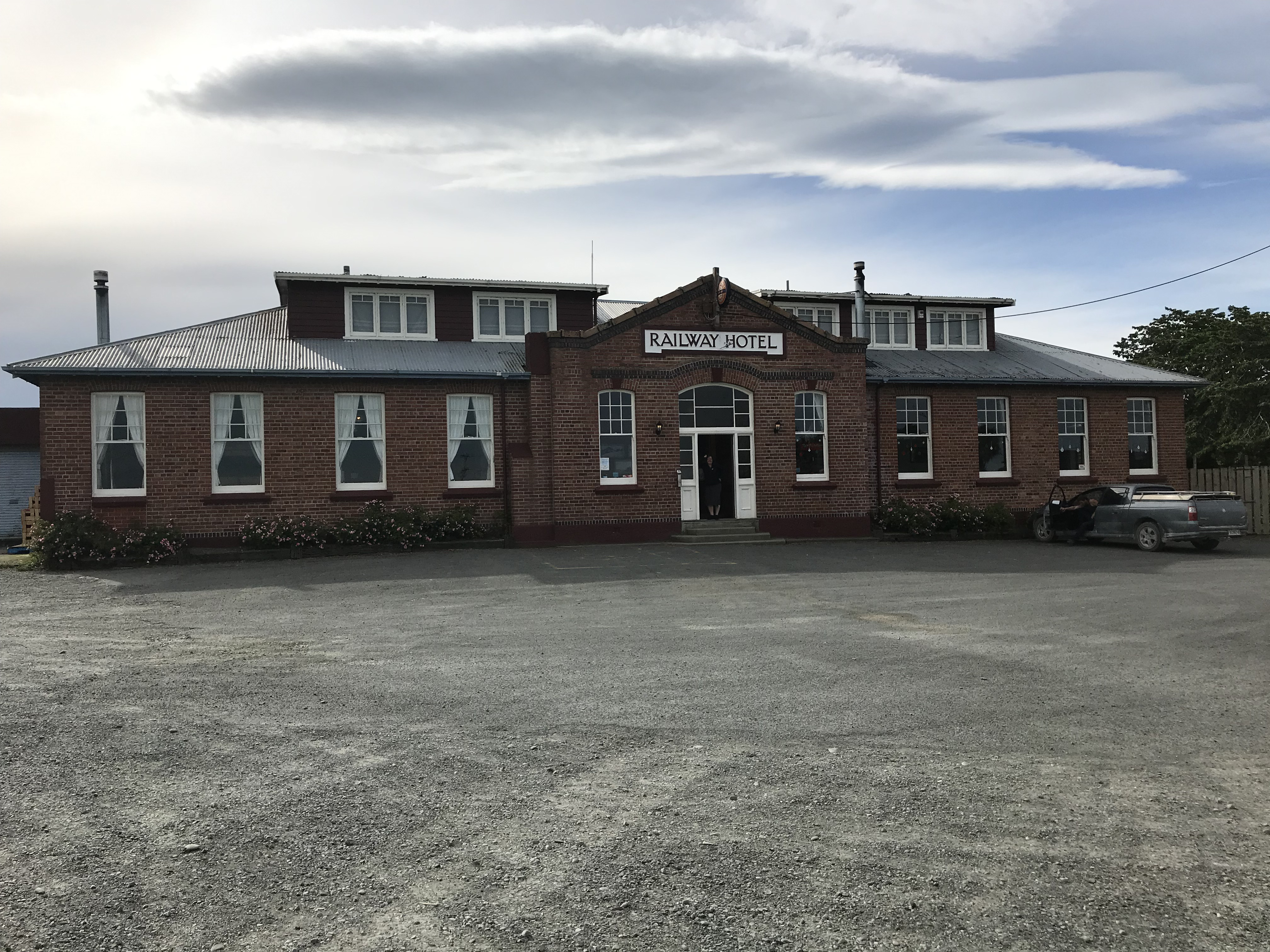
Mossburn Railway Hotel

Die Mossburn Branch war eine Bahnstrecke, die den Ort mit dem Bahnhof Lumsden an der Bahnstrecke Invercargill–Kingston verband. Sie ging in zwei Abschnitten 1886 und 1887 in Betrieb. Der Personenverkehr auf der Strecke wurde 1937 eingestellt. Während des Baus des Manapouri-Wasserkraftwerkes von 1964 bis 1971 war die Strecke stark frequentiert, da Mossburn der Bahnhof war, der der Baustelle am nächsten lag. 1982 wurde die Strecke stillgelegt.

### Stromversorgung
Ende 2006 / Anfang 2007, wurde eine Windfarm mit 29 Turbinen zu je 2 MW auf dem rund 12 km südwestlich liegenden White Hill gebaut. Sie kann bei voller Leistung 30.000 Haushalte mit Strom versorgen. Die Windfarm wurde am 8. Juni 2007 von Premierministerin Helen Clark eröffnet.